# Nymphon dentiferum
Nymphon dentiferum is een zeespin uit de familie Nymphonidae. De soort behoort tot het geslacht Nymphon. Nymphon dentiferum werd in 1997 voor het eerst wetenschappelijk beschreven door Child. 